# Pekka Marjamäki
Pekka Marjamäki (18. prosince 1947, Tampere – 10. května 2012, Tampere) byl finský hokejový obránce. Finsko reprezentoval na ZOH 1972 v Sapporu a na ZOH 1976 v Innsbrucku. Desetkrát byl účastníkem Mistrovství světa v ledním hokeji, a to v letech 1967, 1969, 1970, 1971, 1972, 1974, 1975, 1977, 1978 a 1979.
V roce 1998 byl uveden do Síně slávy IIHF.